# Маканська сільська рада
Мака́нська сільська рада (рос. Маканский сельский совет) — муніципальне утворення у складі Хайбуллінського району Башкортостану, Росія. Адміністративний центр — село Макан.

## Населення
Населення — 2111 осіб (2019, 2448 в 2010, 2492 в 2002).

## Склад
До складу поселення входять такі населені пункти:
| Населений пункт       | Населення, осіб (2002) | Населення, осіб (2010) |
| --------------------- | ---------------------- | ---------------------- |
| Воздвиженка, присілок | 331                    | 302                    |
| Макан, село           | 1260                   | 1288                   |
| Мамбетово, присілок   | 548                    | 529                    |
| Сагітово, присілок    | 353                    | 329                    |